# Ron Suart
Ronald „Ron“ Suart (* 18. November 1920 in Barrow-in-Furness; † 25. März 2015) war ein englischer Fußballspieler und -trainer.

## Karriere

### Spielerkarriere
Suart war Verteidiger beim FC Blackpool. Dort wurde er 1946 von Joe Smith in den Kader der ersten Mannschaft aufgenommen. In der Football League First Division, damals die höchste englische Spielklasse, belegte Suart mit Blackpool den fünften Platz. Zur Folgesaison erreichte er mit dem Team das Finale um den FA Cup. Bei der 2:4-Niederlage gegen Manchester United war der Defensivspieler jedoch wegen einer Verletzung nicht auf dem Feld. Im Sommer 1949 verließ Suart Blackpool und spielte fortan für die Blackburn Rovers. Beim damaligen Zweitligisten war er bis 1955 unter Vertrag und beendete dann seine aktive Spielerkarriere. Die beste Platzierung mit den Rovers in der Football League Second Division erreichte Suart 1953/54 mit dem dritten Platz hinter Leicester City und dem FC Everton.

### Trainerkarriere
Bereits 1955 übernahm Suart Wigan Athletic als Spielertrainer. Nach einem Jahr in Wigan wechselte er zu Scunthorpe United. Nach dem Aufstieg mit Scunthorpe 1958 ging er weiter zum FC Blackpool, seinem ersten Klub als Spieler. Dort ersetzte er Joe Smith, unter dem er früher noch gespielt hatte. Anfang des Jahres 1967 trennte sich Blackpool von Suart, als der Klub gegen den Abstieg aus der ersten Liga spielte. Als Cheftrainer von Blackpool betreute er die Mannschaft in 396 Spielen, von denen er 126 gewann. In dieser Zeit bildete er spätere Nationalspieler wie Alan Ball, Ray Charnley und Emlyn Hughes aus. Nach seiner Entlassung wurde er Co-Trainer von Tommy Docherty beim FC Chelsea. Nach Dochertys Rücktritt und dem erfolglosen Start des neuen Trainers Dave Sexton wurde er für ein Jahr Cheftrainer bei den Blues. Er konnte den Abstieg nicht verhindern und wurde von dem Schotten Eddie McCreadie abgelöst. Nach seiner Karriere wurde er Scout für den FC Wimbledon. Als der Klub in finanzielle Nöte geriet, wurde er 2002 entlassen.

## Erfolge
- Gewinn der Football League Third Division North mit Scunthorpe United: 1958